# Provinsen Kanada
Provinsen Kanada (engelska: Province of Canada, franska: Province du Canada) eller Förenade provinsen Kanada  (engelska: United Province of Canada, franska: Canada-Uni) var en brittisk besittning i Nordamerika åren 1841–1867. Den skapades efter rekommendationer av John Lambton, 1:e earl av Durham i "Report on the Affairs of British North America" efter 1837 års uppror.
När Act of Union 1840 antogs den 23 juli 1840 avskaffades även parlamenten för Övre och Nedre Kanada, vilka slogs samman till ett enda.

### Fotnoter
1. ↑  ”Province of Canada 1841-67” (på engelska). The Canadian Encyclopedia. http://www.thecanadianencyclopedia.ca/en/article/province-of-canada-1841-67/. Läst 9 november 2015.